# Нойман, Манфред
Манфред Йохан Михаэль Нойман (нем. Manfred Johann Michael Neumann; 15 декабря 1940, Берлин — 9 июля 2016) — немецкий экономист.
Учился в Геттингенском университете. Доктор политических наук Марбургского университета (1966). Преподавал в берлинском Свободном (1973—1981) и Боннском (с 1981) университетах. Член академии «Леопольдина» (с 2000). Президент Международного атлантического экономического общества (2001—2002).

## Основные произведения
- «Специальные права заимствования и инфляция» (Special Drawings Rights and Inflation, 1973);
- «Международная кооперация в денежной политике» (Internationale Kooperation in der Geldpolitik, 1989).